# Episodi di The Politician (seconda stagione)
La seconda stagione della serie televisiva The Politician è stata pubblicata sulla piattaforma on demand Netflix il 19 giugno 2020 in tutti i territori in cui il servizio è disponibile.
| nº | Titolo originale       | Titolo italiano             | Prima TV USA   | Prima TV Italia |
| -- | ---------------------- | --------------------------- | -------------- | --------------- |
| 1  | New York State of Mind | La mentalità newyorchese    | 19 giugno 2020 | 19 giugno 2020  |
| 2  | Conscious Unthroupling | Una rivelazione consapevole | 19 giugno 2020 | 19 giugno 2020  |
| 3  | Cancel Culture         | La moda di cancellare       | 19 giugno 2020 | 19 giugno 2020  |
| 4  | Hail Mary              | Il miracolo                 | 19 giugno 2020 | 19 giugno 2020  |
| 5  | The Voters             | Gli elettori                | 19 giugno 2020 | 19 giugno 2020  |
| 6  | What's in the Box?     | Cosa c'è nell'urna?         | 19 giugno 2020 | 19 giugno 2020  |
| 7  | Election Day           | Il giorno delle elezioni    | 19 giugno 2020 | 19 giugno 2020  |

## La mentalità newyorchese
- Titolo originale: New York State of Mind
- Diretto da: Ben Falchuk
- Scritto da: Ben Falchuk, Ian Brennan e Mal Merpi

### Trama
A un mese dal voto per il seggio senatoriale dello Stato di New York, i sondaggi danno Dede Standish in vantaggio di dieci punti su Payton. Il ragazzo sta conducendo un'onesta campagna basata sui contenuti, nonostante James lo spinga più volte a usare l'arma del ménage à trois che affosserebbe la sua avversaria. Andrew offre il suo aiuto a Payton, facendosi assumere nello staff di Dede per poter agire come spia. Contemporaneamente Hadassah, la vulcanica assistente della sua avversaria, convince Astrid a tradirlo, facendo leva sul fatto che era stata lei a vincere le elezioni scolastiche tre anni prima e quindi dovrebbe essere al posto di Payton.
Dopo un dibattito in cui Dede lo ha steso, Payton pensa che sua madre gli stia facendo ombra. Tornata da un periodo di isolamento trascorso in Bhutan, Georgina ha deciso di candidarsi a governatore della California e sta riscuotendo notevole successo, soprattutto dopo aver promesso la secessione dagli Stati Uniti. Payton va a parlare con sua madre, la quale non intende rinunciare alla sua candidatura e lo sprona per l'ennesima volta a credere in sé stesso. Nel frattempo, Astrid rivela ad Hadassah il ménage à trois di Dede, della cui esistenza Payton è a conoscenza. Hadassah pretende che la sua protetta tagli i ponti con William, minacciando in caso contrario le dimissioni. Dapprima Wiliam si sacrifica per Dede, tuttavia la donna lo rincorre perché lei e Marcus non hanno intenzione di rinunciare ai loro appaganti giochi sessuali.
Infinity è diventata la paladina per la lotta ai cambiamenti climatici. Payton interviene a una sua manifestazione, proclamandosi come colui che porterà nelle istituzioni le istanze ambientaliste delle giovani generazioni. Questa mossa gli offre un ottimo ritorno d'immagine, essendo parecchi gli elettori giovani al loro primo voto. Dede inizia a temere non solo che il distacco da Payton stia diminuendo, ma anche di uscire dalle grazie di Tino McCutcheon, ambizioso senatore in procinto di candidarsi per la presidenza degli Stati Uniti, che ha pensato a lei come sua vice. Payton incontra Dede per offrirle un accordo: la Standish dovrà ritirarsi dalla corsa, lasciandogli quindi campo libero per la nomination, e in cambio Payton tacerà sul suo "passatempo privato". Dede non accetta, promettendogli che venderà cara la pelle. Inoltre, Astrid comunica a Dede che negli anni del liceo anche Payton ha avuto un ménage à trois.

## Una rivelazione consapevole
- Titolo originale: Conscious Unthroupling
- Diretto da: Gwyneth Horder-Payton
- Scritto da: Ben Falchuk e Ian Brennan

### Trama
Payton pranza con una giornalista del New York Times, preannunciandole che la domenica successiva le concederà l'esclusiva di uno scoop clamoroso sulla sua avversaria. Temendo le possibili ripercussioni di questa storia in ottica di una futura corsa di Dede da vicepresidente al fianco di McCutcheon, Hadassah si fa paparazzare in compagnia di William, fingendo che sia il suo amante ed evitando conseguenze per la sua senatrice. Trascorrendo del tempo insieme come una vera coppia, tra Hadassah e William nasce un'inattesa affinità.
Astrid fa raccontare a Payton il loro ménage à trois con River, premurandosi di registrarlo come ordinato da Hadassah. Fortunatamente Alice si è accorta che sta facendo il doppio gioco, suggerendo a Payton che l'unico modo per tenere Astrid dalla sua parte è coinvolgerla in un nuovo triangolo tra loro tre. Nel comitato di Payton sorgono alcuni dissidi tra James, McAfee e Skye che sfociano in una serie di equivoci durante una serata, quando si ritrovano a teatro per vedere lo stesso spettacolo in compagnia dei loro partner del momento. Stanca di dover nascondere il suo segreto, Dede ne parla con McCutcheon, sottolineando come potrebbe persino volgersi a loro favore, diffondendo l'immagine di una donna libera di vivere la propria sessualità nel modo in cui crede. Unicamente interessato agli indici di gradimento, McCutcheon concede a Dede il permesso di svelare il suo triangolo.
Payton reagisce bene all'annuncio di Dede, convinto che alla fine gli elettori sceglieranno la sua moralità contro la doppia vita della sua avversaria. Dal canto suo, Dede è altrettanto lieta del sostegno ricevuto da tante donne che si identificano nel suo messaggio di emancipazione. Tuttavia, Hadassah e William non riescono più a nascondere il loro amore e la diabolica assistente afferma che adesso il triangolo di Dede è solamente pubblico, dato che nei fatti William è innamorato di lei.

## La moda di cancellare
- Titolo originale: Cancel Culture
- Diretto da: David Petrarca
- Scritto da: Ben Falchuk e Ian Brennan

### Trama
Hadassah riceve una lettera anonima contenente una fotografia di Payton che a sei anni indossava il costume del capo indiano Geronimo. Nonostante Dede la inviti a non accanirsi sul giovane avversario, considerando l'enorme margine di vantaggio a loro favore, Hadassah non rinuncia a divulgare l'immagine e costringere Payton a scusarsi pubblicamente per una leggerezza imperdonabile. Ormai consapevole che la battaglia è persa, con i sondaggi che attribuiscono a Dede un vantaggio superiore ai 30 punti, Payton ringrazia gli amici per il lavoro svolto, rimarcando come la cosa che lo renda più felice sia aver lavorato insieme a loro come una famiglia. Volendo lasciare un segno tangibile della sua agenda di cambiamento, Payton sceglie di rilanciare con più forza la battaglia per l'ambiente e coinvolgere maggiormente Infinity. Costei pone la condizione che Payton osservi scrupolosamente quindici punti che costituiscono la base del suo credo ambientalista. Alice è insoddisfatta del ménage à trois, accusando Payton di dedicare più attenzioni ad Astrid anziché a lei.
Indagando sulla faccenda della fotografia, Andrew ha scoperto che a farla pervenire al comitato di Dede sono stati Martin e Luther. Sulla scrivania della Standish giunge una nuova fotografia di Payton travestito da Geronimo, questa volta risalente a pochi giorni prima. Payton è ricevuto da Dede, disposta a risparmiargli il bagno di sangue di una nuova figuraccia in cambio di una resa onorevole. La Standish si dichiara comunque favorevolmente colpita dal modo in cui Payton ha condotto la campagna elettorale, pronosticandogli un sicuro avvenire in politica. Furioso perché lo scatto incriminato è stato rubato dal suo cellulare, Payton capisce che può essere stato soltanto uno del suo staff. La responsabile è individuata in McAfee, il cui intento era fin dall'inizio affossare Payton perché si ritiene più ambiziosa e meno arrogante rispetto a lui. Payton licenzia McAfee, libera a questo punto di proporsi per entrare nello staff di Dede, con Hadassah ben lieta di accogliere una risorsa di cui aveva intuito sin da subito il talento. Come prima azione del suo nuovo lavoro McAfee fa cacciare Andrew, indicandolo come la spia che ha cospirato con Payton e portato alla luce il triangolo della Standish.
Payton incontra segretamente McAfee. I due ragazzi sono infatti in combutta, avendo ideato la fuga di notizie della seconda foto di Geronimo e tutte le sue conseguenze al preciso scopo di infiltrare McAfee nel team di Dede, convincendo lei e Hadassah di avere la vittoria in pugno contro uno sfidante che ha già alzato bandiera bianca. Payton vuole proseguire la sua campagna sotto traccia, riservandosi di vedere quali sorprese gli riserverà il futuro.

## Il miracolo
- Titolo originale: Hail Mary
- Diretto da: Tamra Davis
- Scritto da: Ben Falchuk e Ian Brennan

### Trama
A quattro giorni dal voto, McAfee scopre la relazione tra Hadassah e William. Payton ha in mano la mossa con cui dare scacco matto a Dede, barattando con Hadassah il ritiro della senatrice in cambio del suo silenzio sulla faccenda, poiché altrimenti Dede si vedrebbe preclusa la possibilità di correre da vicepresidente in ticket con McCutcheon. Alice annuncia a Payton di aspettare un figlio da lui, non avendo usato il preservativo in uno dei loro rapporti. Alice vuole tenere il bambino per costruire con Payton una famiglia, brand che in politica funziona sempre molto bene.
Mary McCutcheon, la moglie di Tino, si risveglia dopo tre anni di coma. In una conferenza stampa rivela che per tutto il tempo della sua degenza il marito le augurava di morire, affinché potesse essere libero di correre per la Casa Bianca, svelando inoltre la relazione del consorte con Georgina Hobart. Infatti, Tino stava prendendo in seria considerazione la madre di Payton come possibile vicepresidente, ritenendo Dede antiquata. Georgina è costretta a dichiarare la fine della sua relazione con Tino, abbandonando ogni speranza di essere sua vice e auspicando che la scelta ricada su una donna. William si presenta da Payton per riferire uno scheletro nell'armadio di Marcus, il marito di Dede. L'uomo, un professore universitario, scrive tesi di laurea false per conto degli studenti. Inoltre, Dede e Marcus hanno coinvolto un suo dottorando, Hamilton, nel loro nuovo triangolo. Dede vola in California per implorare Georgina di dissuadere Payton dal ledere la sua immagine pubblica, ma la signora Hobart replica che il figlio è indipendente e non si fa eterodirigere da nessuno. Payton ha maturato la decisione di non cagionare danni all'avversaria, avendo compreso che vincere quest'elezione è pressoché impossibile e farebbe una cattiva figura in vista di future campagne.
Payton scopre con stupore di aver messo incinta anche Astrid. La ragazza, determinata come Alice a tenere il bambino, rifiuta con sdegno l'accordo di riservatezza che Payton e la stessa Alice vorrebbero farle firmare, in modo che non si sappia la sua doppia paternità. James, a cui Payton aveva ordinato di cancellare l'intervista con la giornalista del Times, si presenta ugualmente e rivela tutto quanto alla cronista.

## Gli elettori
- Titolo originale: The Voters
- Diretto da: Ian Brennan
- Scritto da: Ian Brennan

### Trama
Andi e Jane Mueller sono madre e figlia, entrambe militanti politiche, divise dall'essere volontarie rispettivamente per Dede e Payton. Andi è grata alla senatrice Standish per le conquiste ottenute negli anni, mentre come molti ragazzi della sua età Jane è pienamente coinvolta nella battaglia ambientalista portata avanti da Payton. Il giorno delle elezioni si registra un'affluenza record, mai vista nella storia del ventisettesimo distretto, il che inizia a far pensare a un clamoroso ribaltone in una contesa che sembrava ormai pienamente vinta da Dede. Payton caccia via James, imputandogli di avergli disobbedito nello spifferare alla stampa i panni sporchi della Standish. Quest'ultima, convinta di vincere, deve fronteggiare gli assillanti giornalisti che le chiedono conto del mercimonio delle lauree di cui è accusato suo marito.
Resosi improvvisamente conto che può addirittura vincere, Payton e il suo staff organizzano una dimostrazione pubblica in cui il giovane candidato si sottopone a una doccia fredda con temperatura esterna di zero gradi. Jane gli chiede se crede veramente nella battaglia ambientalista oppure se è solo uno stratagemma per vincere. Non negando un filo di opportunismo in una campagna che era partita da tutt'altri temi, Payton sottolinea come il cambiamento climatico rappresenti l'unico tema che interessi davvero ai giovani e sia stato determinante nel convincerli ad andare a votare. Nel frattempo, Andi riesce ad avvicinare Dede per metterla in guardia dall'alta affluenza di elettori under 30 che rischia di farla perdere. Dapprima Dede sembra intenzionata ad ascoltarla, tanto da volersi recare in un campus universitario in un disperato afflato "giovanilista", tuttavia la sua eccessiva arroganza (rintuzzata dalla sempre fedele Hadassah) deludono profondamente Andi che scende dalla macchina e si reca al seggio, votando per Payton.
Rientrate a casa, Andi e Jane si scusano per la discussione di quella mattina, promettendosi che non permetteranno più alla politica di dividerle. Dopo aver annunciato alla figlia di aver votato Payton, Andi accende il televisore per scoprire chi ha vinto tra lui e Dede.

## Cosa c'è nell'urna?
- Titolo originale: What's in the Box?
- Diretto da: Tina Mabry
- Scritto da: Brad Falchuk e Ian Brennan

### Trama
La commissione elettorale stabilisce che le elezioni si sono concluse con un clamoroso pareggio. Per stabilire il vincitore del seggio in Senato ci sono due possibilità: la ripetizione del voto oppure il lancio della monetina. Sia Payton che Dede vogliono evitare un ritorno alle urne: Payton faticherebbe a mobilitare nuovamente i giovani, mentre la Standish teme che il trend sia chiaramente favorevole al suo avversario che in un nuovo round potrebbe batterla. Non rimane altra soluzione che scegliere il vincitore tirando a sorte. Bocciati sia il lancio della monetina che altri metodi bizzarri usati in passato, i due candidati concordano di sfidarsi nella morra cinese il successivo venerdì.
Payton fa visita in carcere a Ricardo, diventato un autentico mago della morra cinese, che tenta inutilmente di spiegargli i trucchi psicologici alla base del gioco. Contemporaneamente, anche Hadassah tenta di studiare le mosse che Payton potrebbe usare per elaborare una strategia che consente a Dede di prevalere. Tuttavia, la senatrice Standish si rende conto che è in corso un forte moto di ribellione da parte degli elettori verso l'establishment, quindi, se anche dovesse riuscire a prevalere su Payton, in futuro arriverà sicuramente un avversario altrettanto agguerrito che la sconfiggerebbe. La donna inizia a meditare se non sia il caso di ritirarsi per concentrarsi sul vero obiettivo della sua carriera, diventare la prima vicepresidente donna nella storia degli Stati Uniti. Infinity si presenta nel comitato di Payton portando un'urna elettorale che lei e i militanti del suo movimento ambientalista hanno rubato da un seggio, composto in larghissima prevalenza da persone anziane, il che vuol dire che la vera vincitrice del voto è Dede. Payton è combattuto tra il fare la cosa giusta, riconsegnando l'urna alle autorità (perdendo il voto e mandando Infinity in prigione), oppure disfarsene e vedere cosa gli riserva il futuro.
Alice decide di lasciare Payton, disgustata da come la politica lo abbia trasformato in una persona egoista che cerca sempre il proprio tornaconto personale. Dopo aver parlato con sua madre Georgina, diventata nel frattempo governatore della California, Payton sceglie di rinunciare ai propri principi morali e chiede a James, tornato a bordo, di tenere l'urna nascosta.

## Il giorno delle elezioni
- Titolo originale: Election Day
- Diretto da: Gwyneth Horder-Payton
- Scritto da: Ben Falchuk, Ian Brennan e Mal Merpi

### Trama
Mentre Payton e Dede si preparano febbrilmente al giorno del giudizio, Astrid matura la decisione di abortire e viene accompagnata in clinica da Alice. Quest'ultima ha scelto invece di perdonare Payton, ammettendo di non voler vanificare tutti i sacrifici fatti per essere al suo fianco. Hadassah porta Dede a bere qualcosa in un locale, dove trovano Payton che si sta esibendo al pianoforte. Le due donne restano colpite dal talento musicale del ragazzo.
Prima che inizi la sfida di morra cinese, Dede prende la parola per dichiarare la propria sconfitta, non essendo sorda alle istanze di cambiamento espresse dagli elettori e ritenendo Payton il degno rappresentante dei giovani. Payton diventa quindi il senatore del ventisettesimo distretto dello Stato di New York. Dietro le quinte della festa di elezione ha un ripensamento sull’opportunità di fregiarsi di una "vittoria di Pirro" fin troppo simile a quella vissuta contro Astrid al liceo, ma il suo staff ha voluto scrutinare la famigerata urna rubata ed è risultato, contro ogni pronostico, che avrebbe vinto ugualmente lui. Georgina, che ha intenzione di lasciare la guida della California per tentare la scalata alla Casa Bianca, propone a Dede di entrare nel suo ticket come vicepresidente.
Due anni dopo. Payton ha concluso il suo primo mandato da senatore di Stato, festeggiando assieme allo staff i risultati ottenuti e preparandosi a iniziare il secondo mandato, poiché nessuno si è candidato contro di lui. Diventato padre, Payton celebra anche l'elezione di sua madre Georgina a presidente degli Stati Uniti, benché abbia deciso di svolgere un solo mandato per lasciare poi che sia Dede a candidarsi. Dede propone a Payton, quando dovrà correre per la Casa Bianca, di essere il suo vice.